# Уайльямарка
Уайльямарка (исп. Huayllamarca, кечуа  Wayllamarka) — город на западе Боливии. Административный центр провинции Нор-Карангас в департаменте Оруро.

## География
Расположен в 121 км от города Оруро, на высоте 3888 м над уровнем моря

## Население
Население по данным переписи 2001 года составляет 439 человек; основной язык населения — аймара.

## Климат
Среднегодовая температура составляет 8°С, среднемесячные температуры меняются от 4 (июнь, июль) до 10°С (с ноября по март). Годовой уровнем осадков — 330 мм.